# Gnohere Krizo
Gnohere Krizo (Saïoua, 20 giugno 1997) è un calciatore ivoriano, attaccante del Real Kashmir.

## Carriera
In carriera ha giocato 3 partite nella fase a gironi della AFC Champions League.

## Palmarès

### Club

#### Competizioni nazionali
- Campionato uzbeko: 1

Lokomotiv Tashkent: 2017
- Coppa dell'Uzbekistan: 1

Lokomotiv Tashkent: 2017